# Stefan Blöcher
Stefan Blöcher   (Wiesbaden, 25 de febrer de 1960) és un jugador d'hoquei sobre herba alemany, ja retirat, que va competir entre les dècades de 1970 i 1990.
El 1984 va prendre part en els Jocs Olímpics d'Estiu de Los Angeles, on guanyà la medalla de plata en la competició d'hoquei sobre herba. Quatre anys més tard, als Jocs de Seül, revalidà la medalla de plata en la mateixa competició.
Entre 1978 i 1991 va jugar 259 partits internacionals, 46 d'ells en sala. En aquesta darrera modalitat guanyà el títol europeu de 1980, 1984 i 1991. També guanyà la medalla de plata a la Copa del món d'hoquei sobre herba de 1982 i la d'or al Campionat d'Europa d'hoquei sobre herba de 1978. A nivell de clubs jugà al SC 1880 Frankfurt i Limburger HC, guanyant la lliga alemanya de 1989. El 1987 fou escollit jugador d'hoquei sobre herba de l'any. Fou el primer jugador alemany d'hoquei sobre herba en convertir-se en professional.